# تود هابركورن
تود هابركورن (Todd Haberkorn) (اسمه الكامل تود مايكل هابركورن (Todd Michael Haberkorn)) هو ممثل أمريكي ولد في 16 أغسطس 1982 في مدينة أرلينغتون في ولاية تكساس.

## أدواره في الأنمي

### مسلسلات أنمي تلفزيونية
- إكس إكس إكس هوليك - كيميهيرو واتانوكي
- تسوباسا كرونيكل - واتانوكي
- الرمية الكبرى - يويتشيرو تاجيما
- دي جرايمان - ألن والكر
- فتاة الجحيم - رين إيتشيموكو
- كلايمور - راكي
- باكانو! - فيرو بروشينزو
- نادي مضيفي ثانوية أوران - هيكارو هيتاتشين
- ون بيس - سيام، كوزا، نيرو
- داركر ذان بلاك: المقاول الأسود - يوتاكا كونو
- سكول رمبل - كينتارو نارا
- غوست هنت - كازويا شيبويا
- سوزوكا - ياماتو أكيتسوكي
- بلاك كات - فليت موريس
- موشيشي - ناغي (الذين يستنشقون الندى)
- بلاك بلاد براذرز - زازا
- أكويريون - جون لي
- سوكو نو ستراين - كاريسفورد رادوفكريس
- كينيتشي التلميذ الأقوى - هاروؤو نيجيما
- دراغونوت -ذا ريزونانس- - كازوكي تاتشيبانا
- كازي نو ستيغما - تاتسويا سيريزاوا
- سول إيتر - ديث ذا كيد
- سول إيتر نوت! - ديث ذا كيد
- خيميائي الفولاذ FULLMETAL ALCHEMIST - لينغ ياو
- بلاسريتر - جوزيف جوبسون
- برج درواغا 〜the Aegis of URUK〜 - جيل
- برج درواغا 〜the Sword of URUK〜 - جيل
- أسطول الزجاج - كليو (أيام الشباب)، ماغنوس
- لاينباريل الحديدي - هيساتاكا كاتو
- ساندز أوف ديستراكشن - كيريي إيلونيس
- إينيشال دي - كيسكي تاكاهاشي
- إينيشال دي Fourth Stage - كيسكي تاكاهاشي
- الرقيب كيرورو - الرقيب كيرورو
- عروس سيتو - ناغاسومي ميتشيشيو
- الخادم الأسود - الفيكونت درويت
- الخادم الأسود II - الفيكونت درويت
- شيكاباني هيمي: أكا - إينا
- سيكيري - هاياتو ميكوغامي
- فانتوم: ريكوييم فور ذا فانتوم - أتسشي موتيغي
- عدن الشرق - جينتارو تسوجي
- ريجيوس المدرعة - لايفون ألسيف
- روزاريو + فامباير - تسكوني أونو
- فايري تايل - ناتسو دراغنيل، ناتسو دراغيون
- الغبي والإخنبار والوحش المستدعى - كيوجي نيموتو
- الغبي والإخنبار والوحش المستدعى اثنان! - كيوجي نيموتو
- بلود سي - الكلب
- أريا الرصاصة القرمزية - كينجي توياما
- C - كيميمارو يوغا
- أوكامي-سان ورفاقها السبعة - تارو أوراشيما
- حفيد نوراريهيون - كوبيناشي (تحت الاسم المستعار تود ستون (Todd Stone))، توساكامارو
- حفيد نوراريهيون: عاصمة العفاريت - كوبيناشي (تحت الاسم المستعار تود ستون)، توساكامارو، ماساتسوغو كيكاين
- شيكي - ماساو موراساكو
- يوميات المستقبل - أرو أكيسي
- شاكوغان نو شانا II - كامشين نبهو
- شاكوغان نو شانا III(فاينل) - كامشين نبهو
- دانس إن ذا فامباير باند - الدوق روزينمان
- بليتش - ماسايوشي، موي شيشيغاوارا
- ماغي: The Labyrinth of Magic - جودار
- ليفل E - إيجيري
- كيه - إيزومو كوساناغي
- هل هذا زومبي؟ - شيمومورا
- ناروتو شيبودن - يوداتشي
- بوكيمون بلاك/وايت - تشيرين
- بوكيمون إكس/واي - تييرنو
- غيلتي كراون - كوروسو أوما
- سورد آرت أونلاين - نوبويوكي سوغو/أوبيرون
- كيل لا كيل - شيرو إيوري
- هجوم العمالقة - مارلو فرودنبيرغ
- فري! - هاروكا ناناسي
- فري! Eternal Summer - هاروكا ناناسي
- ألدنوا زيرو - تريلرام
- فرسان سيدونيا - نوريو كوناتو
- فرسان سيدونيا: معركة الكوكب التاسع - نوريو كوناتو
- فرسان التنكاي - سيلان جونز
- إيوريكا سفن AO - تروث
- الآلي السليم دايميدالر - شوما أميكو
- طوكيو غول - أياتو كيريشيما
- بياض الثلج ذات الشعر الأحمر - راجي شينازارد
- عروس الساحر - ليندل
- يامادا-كن و الساحرات السبع - تورانوسكي ميامورا
- بوبتيبيبيك - بوبوكو (الحلقة 6B)
- بونغو ستراي دوغز - بو
- ري:بداية الحياة في عالم آخر من نقطة الصفر - بيتلجوس رومانيكونتي

### أنمي الإنترنت
- هيتاليا Axis Powers - إيطاليا
- سوشي نينجا - ماغورو
- بي البداية - كوين، جوناثان

### أوفا أنمي
- مردر برنسس - أندريه
- نيموزين - أبوس
- تسوباسا شونرايكي - كيميهيرو واتانوكي

### أفلام أنمي
- فكسل - تارو
- إكس إكس إكس هوليك: حلم ليلة منتصف الصيف - كيميهيرو واتانوكي
- ون بيس: أميرة الصحراء والقراصنة - كوزا
- سمر وورز - تاكاشي ساكوما
- فيلم ناروتو شيبودن: إرادة النار - هيروكو
- فايري تايل: حارسة العنقاء - ناتسو دراغنيل
- هال - ريو
- إمبراطورية الجثث - فرايداي
- كينغسلايف: فاينال فانتازي 15 - لوتش لازاروس

## أدواره في الرسوم المتحركة
- أسطورة كورا - باتار الابن
- ميراكيلوس: قصص الفتاة الدعسوقة والقط الأسود - السيد كوبديل، زافيير رامييه/مستر بيجن، أرمان دارجنكور/فارس الظلام

## أدواره في ألعاب الفيديو
- تيلز أوف إكسيليا - روين جاي إلبرت
- تيلز أوف إكسيليا 2 - روين جاي إلبرت
- سلسلة ألعاب ستريت فايتر
  - سوبر ستريت فايتر IV - يون
  - سوبر ستريت فايتر IV آركيد إديشن - يون
  - ألترا ستريت فايتر IV - يون
- دانغانرونبا 2: غودباي ديسبير - تيروتيرو هانامورا
- دانغانرونبا V3: كيلينغ هارموني - كوريكيو شينغوجي
- بيرسونا 4 أرينا ألتيماكس - شو مينازوكي
- دراكنغارد 3 - أوكتا
- ناروتو شيبودن: ألتيميت نينجا ستورم ريفولوشن - أوبيتو أوتشيها
- فاير إمبلم أويكينينغ - مورغان (ذكر)
- ميجا مان 11 - فيوز مان

## وصلات خارجية
- تود هابركورن على موقع IMDb (الإنجليزية)
- تود هابركورن على موقع ميتاكريتيك (الإنجليزية)
- تود هابركورن على موقع روتن توميتوز (الإنجليزية)
- تود هابركورن على موقع ألو سيني (الفرنسية)
- تود هابركورن على موقع قاعدة بيانات الفيلم (الإنجليزية)
- تود هابركورن على موقع ليتربوكسد (الإنجليزية)
- تود هابركورن على موقع كينوبويسك (الروسية)
- تود هابركورن على موقع ANN person (الإنجليزية)
- على فيسبوك.